# Больше дерьма
«Больше дерьма» (англ. More Crap) — эпизод 1109 (№ 162) сериала «Южный парк», премьера которого состоялась 10 октября 2007 года. Эпизод является одним из немногих, где не появляются Картман, Кайл, Кенни, а Стэн играет второстепенную роль; серия посвящена Рэнди Маршу и другим взрослым Саут-Парка.

## Сюжет
Рэнди Марш приходит к врачу, обеспокоенный тем, что он уже 3 недели не испражнялся. Доктор даёт ему мощное слабительное и предупреждает, что испражнение будет крайне мучительным. Вечером Рэнди мучается и страдает на унитазе, в результате ему наконец-таки удаётся «освободиться». Встав с унитаза, Рэнди потрясённо замечает, что кусок дерьма получился просто гигантских размеров.
Он показывает это возмущённой Шерон, удивлённому Стэну и испугавшейся Шелли, а затем Джимбо. Когда они с Джимбо рассуждают об этом в баре, Рэнди приводит к себе домой всю компанию. Ошарашенные друзья предлагают Рэнди позвонить представителям Книги рекордов Гиннесса, откуда его перенаправляют в «Европейский офис по стандартизации и измерению фекалий» в Цюрихе.
Исследовав дерьмо Рэнди, представители центра заключают, что оно превосходит предыдущий мировой рекорд, и собираются вручить ему специальную награду. Они измеряют массу дерьма в «куриках» (производная от имени журналистки Кэти Курик) — «одна Кэти Курик соответствует примерно двум с половиной фунтам экскрементов», и Рэнди достигает массы в 8,6 куриков.
Они звонят предыдущему рекордсмену, которым оказывается Боно, и сообщают, что его рекорд (7,5 куриков) побит. Тот приходит в ужас. Когда президент уже собирается вручить Рэнди награду, Боно присылает на церемонию видеообращение, где снят его новый рекорд, превышающий рекорд Рэнди, — экскременты в 9,5 куриков. Таким образом, поздравления вновь достаются Боно.
Расстроенный Рэнди объясняет Стэну, что гигантское дерьмо было единственным его созданием, которым он гордился. Тоскуя, он сидит в баре с друзьями, и те подбивают его повторить рекорд. При поддержке товарищей Рэнди снова идёт в ресторан «P. F. Chang’s» и начинает «растить» новый кусок фекалий; его масса, согласно УЗИ, достигает 14 куриков.
Лидер ассоциации звонит Боно, который якобы занимается благотворительностью в Африке (на самом деле он просто скачет по деревне и орёт). Испуганный Боно ставит Ассоциации условие — Рэнди должен произвести рекорд у них на глазах, в Цюрихе. Стэн приходит домой к Боно, чтобы попытаться уговорить его стать вторым хотя бы в этом, на что тот в ярости заявляет, что хочет быть первым во всём. Дворецкий Боно просит Стэна пройти с ним — он должен кое-что узнать.
Во время поездки на машине дворецкий сообщает Стэну, что его насторожила дата фиксации первого рекорда Боно — 1960 год. Это год, когда Боно родился. Таким образом, выясняется, что Боно не создал рекордный кусок фекалий, а сам был им. Когда Рэнди сидит перед Ассоциацией и пытается осуществить рекорд, Стэн вбегает и разоблачает Боно.
Лидер Ассоциации признаётся, что это он создал гигантский кусок дерьма и вскормил его грудью; однако Боно с тех пор наделён комплексами и хочет доказать, что он первый во всём. Так или иначе, Боно уже соответствует примерно 80 курикам и является бесспорным рекордсменом. После этих слов Рэнди наконец-то испражняется — его фекалии достигают 100 куриков, и сообщество награждает его статуэткой «Эмми» (которая тут же радостно втыкается в дерьмо).

## Рецензии
Сервер TV Squad дал на эпизод крайне положительный отзыв. В рецензии было сказано: «это дурной вкус, но это дурной вкус „Южного парка“, и поэтому это смешно», а также что эпизод «сочетает типично женский романтический сюжет с мужским туалетным юмором». У критиков IGN эпизод вызвал смешанные чувства — было сказано, что он «забавный, но не более»; там серия получила рейтинг 7,4 из 10. На сайте TV.com, по итогам опроса посетителей, серия получила рейтинг 8,0.

## Пародии
- Сюжет эпизода является пародией на вышедший в 2007 году документальный фильм «The King of Kong: A Fistful of Quarters» о двух людях, которые добиваются рекордных результатов в игре «Donkey Kong»[5]. Сюжет фильма состоит в следующем: игрок Билли Митчелл в 1982 году поставил рекорд в 847 000 очков, значительно позже другой игрок, Стив Уиби, прилюдно добился результата в 985 000. Тогда первый игрок прислал видеозапись плохого качества, где он набирает 1 047 000; возникло подозрение, что запись поддельная, поскольку никто не видел его игры. В итоге второй игрок набирает 1 085 000 и побеждает. Все эти сюжетные линии обыграны в борьбе Рэнди и Боно за наибольшую кучу дерьма.
- В эпизоде пародируется показушная, по мнению многих, благотворительная деятельность Боно, а также его отмечаемая многими самовлюблённость. Когда Боно отвечает на телефонный звонок из Африки, он пропевает «Hello, hello-o!»; это начало припева песни «U2» «Vertigo». Кроме того, в конце этой песни звучит долгое «Yeah, yeah, yeah, yeah», которое является главной фразой Боно в эпизоде.
- Здание ассоциации выглядит в точности как здание Высшей технической школы в Цюрихе, одного из самых престижных университетов в Швейцарии.
- Когда Боно отвечает на звонок во время речи, это, возможно, является отсылкой к ответу Рудольфа Джулиани на телефонный звонок во время речи перед Национальной стрелковой ассоциацией в сентябре 2007 года.
- Сцена, когда Боно просит у лидера Ассоциации грудь словами «bitty», пародирует скетч из комедийного шоу «Маленькая Британия» под названием «Harvey Pincher», в котором подросший мужчина просит у своей матери грудь словом «bitty»[6].
- В серии говорится, что лидер Ассоциации является отцом Боно. Настоящий отец Боно умер в 2001 году.
- Незадолго до начала выхода второй половины 11 сезона эпизод «Южного парка» «Занимайтесь любовью, а не Warcraft'ом» получил «Эмми». Поэтому в качестве самопародии во время самых «туалетных» сцен серии (например, когда Рэнди облегчается) на экране появляется статуэтка «Эмми» надпись «Emmy winning series» (рус. Этот сериал получил «Эмми»). Когда эта надпись появляется в финале, один из членов Ассоциации берёт эту статуэтку и втыкает её в кучу дерьма под Рэнди.

## Факты
- На официальном сайте до выхода эпизода был размещён тизер с эпизодом, в котором Рэнди демонстрирует Шерон своё «достижение»[7].
- Для Европейского офиса по стандартизации и исследованиям фекалий в Цюрихе после выхода эпизода был создан фальшивый сайт. На нём разъясняется термин «курик», которым измеряются фекалии, и приводятся точные значения «реальных» рекордов (согласно сайту, на самом деле термин пишется как Kurich и происходит от имени Йохена Курика, первого рекордсмена). Курик, согласно этой странице, равняется 2,578 фунтам или 1,169 килограммам, а последний реальный рекорд составляет 2,6346 куриков.
- Размер и форма первого рекорда Рэнди напоминает мяч для американского футбола.
- На церемонии награждения за самый большой кусок фекалий присутствуют Джордж Буш и Дик Чейни.
- В серии утверждается, что Рэнди никогда в жизни не получал никаких наград. Однако, в эпизоде «Самопроизвольное возгорание» он получил Нобелевскую премию.
- Врач говорит Рэнди, что ему не стоит ехать в Цюрих во время «turd trimester» (рус. дерьмового триместра). Это — каламбур от слов «third trimester», то есть «третий триместр» (последняя стадия беременности).
- Во время диалога Стэна и Боно несколько раз звучит словосочетание "number two", что одновременно означает "номер второй" и "сходить по-большому".